# Análisis Filosófico
Análisis Filosófico — специализированное издание Аргентинского общества аналитической философии (SADAF).
Публикует статьи по теоретической и практической философии. С момента основания журнала в 1981 г. редактором был один из основателей и первый президент SADAF Эдуардо Рабосси. Журнал ориентирован на философов и преподавателей философии, а также всех интересующихся этой областью знания. Все статьи проходят слепое рецезирование. Выходит два раза в год (в мае и ноябре) как в бумажном, так и в электронном виде. Журнал является частью каталога SciELO (научной электронной библиотеки онлайн). Хотя и издаваемый в Аргентине, журнал публикует исследования специалистов из самых разных стран, в том числе англоязычных.